# Pseudechis weigeli
Espèce
Synonymes
- Cannia weigeli Wells & Wellington, 1987
- Cannia australis burgessi Hoser, 2001
- Cannia australis newmani Hoser, 2001
- Cannia australis aplini Hoser, 2001

Pseudechis weigeli est une espèce de serpents de la famille des Elapidae.  

## Répartition
Cette espèce est endémique d'Australie. Elle se rencontre dans les Kimberley ranges.

## Étymologie
Cette espèce est nommée en l'honneur de John Randall Weigel (1955-).

## Publication originale
- Wells & Wellington, 1987 : A new species of proteroglyphous snake (Serpentes: Oxyuranidae) from Australia. Australian Herpetologist, no 503, p. 1-8.